# Meegen (Overath)
Meegen ist ein Ortsteil von Overath im Rheinisch-Bergischen Kreis in Nordrhein-Westfalen, Deutschland.

## Lage und Beschreibung

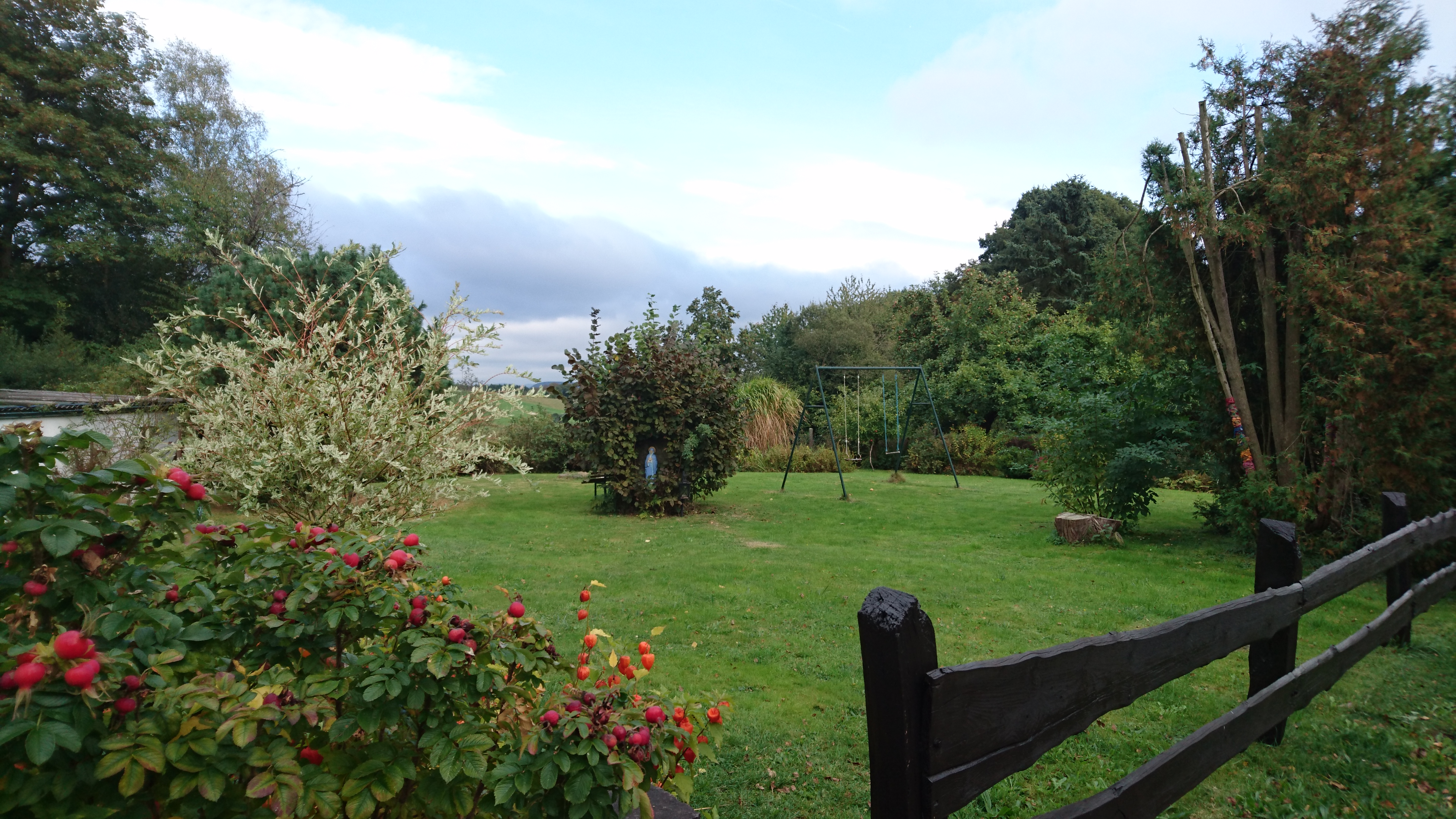

Der landwirtschaftlich geprägte Weiler Meegen ist vom Zentrum Vilkeraths am besten über die Hohkeppler Straße (Landesstraße 84) zu erreichen. Er besteht aus wenigen Höfen und Einzelhäusern, vor allem in bergischem Fachwerk. Nachbarorte sind Hufenstuhl und Hufe.
Bei Meegen entspringen zwei Zuflüsse des Backenbachs.

## Geschichte
Carl Friedrich von Wiebeking benennt die Hofschaft auf seiner Charte des Herzogthums Berg 1789 als Megen. Aus ihr geht hervor, dass der Ort zu dieser Zeit Teil der Honschaft Balken im Kirchspiel Overath war.
Der Ort ist auf der Topographischen Aufnahme der Rheinlande von 1817 als Meigen verzeichnet. Die Preußische Uraufnahme von 1845 zeigt den Wohnplatz unter dem Namen Megen. Ab der Preußischen Neuaufnahme von 1892 ist der Ort auf Messtischblättern regelmäßig als Meegen verzeichnet.
1822 lebten in den zwei Overather Meigen 35 bzw. 30 Menschen in zwei als Höfe kategorisierte Orten, die nach dem Zusammenbruch der napoleonischen Administration und deren Ablösung zur Bürgermeisterei Overath im Kreis Mülheim am Rhein gehörten. Es geht aus der Aufstellung nicht hervor, welches davon das hier genannte Meigen ist. Für das Jahr 1830 werden für die beiden als Meigen bezeichneten Orte 41 bzw. 36 Einwohner angegeben. Der 1845 laut der Uebersicht des Regierungs-Bezirks Cöln als Hof kategorisierte und als Meegen bezeichnete Ort besaß zu dieser Zeit fünf Wohngebäude mit 32 Einwohnern, alle katholischen Bekenntnisses. Die Gemeinde- und Gutbezirksstatistik der Rheinprovinz führt 1871 zwei Meegen mit fünf Wohnhäusern und 30 Einwohnern bzw. sieben Wohnhäusern und 28 Einwohnern auf. Im Gemeindelexikon für die Provinz Rheinland von 1888 werden für Meegen bei Hohkeppel sieben Wohnhäuser mit 31 Einwohnern angegeben. 1895 besitzt der Ort vier Wohnhäuser mit 25 Einwohnern und gehörte konfessionell zum katholischen Kirchspiel Hohkeppel, 1905 werden fünf Wohnhäuser und 27 Einwohner angegeben.